# Nycticeius aenobarbus
Nycticeius aenobarbus — вид ссавців родини лиликових. 

## Проживання, поведінка
Походження типового і єдиного відомого екземпляра достоту невідоме. 

## Загрози та охорона
Загрози для цього виду не відомі.